# Едуардо Ітурральде Гонсалес
Едуардо Ітурральде Гонсалес (баск. і ісп. Eduardo Iturralde González, нар 20 лютого 1967, Арранкудіагае) — іспанський футбольний арбітр баскського походження. Арбітр ФІФА з 1998 по 2012 рік. За фахом стоматолог.

## Кар'єра арбітра
З 1995 року обслуговував матчі в чемпіонаті Іспанії з футболу. Тричі обслуговував Ель Класіко: 1999, 2005 та 2010 року, де був високо оцінений. Також тричі, у 2001, 2002 та 2008 роках судив ігри Суперкубка Іспанії.
1998 року отримав статус арбітра ФІФА і став судити ігри Ліги Європи та Ліги чемпіонів УЄФА. На міжнародному рівні працював на молодіжному чемпіонаті Європи 2002 року в Швейцарії, а наступного року на молодіжному чемпіонаті світу 2003 року в ОАЕ. Також як запрошений арбітр працював на Кубку націй ОФК 2004 року.
На рівні збірних Ітурральде Гонсалес скандально прославився 11 жовтня 2011 року: він обслуговував матч Ірландія—Вірменія в рамках групи B відбіркового турніру чемпіонату Європи 2012 року. Матч завершився перемогою ірландців 2:1, що гарантувало їм вихід в стикові матчі. Гонсалес на 26-й хвилині несподівано вилучив воротаря збірної Вірменії Романа Березовського: під час єдиноборства Березовського з нападником Саймоном Коксом, останній підіграв собі рукою, після чого м'яч потрапив голкіперу в груди, але суддя вирішив, що Березовський зіграв руками за межами штрафного майданчика, і видалив воротаря. Після гри Саймон Кокс зізнався, що зіграв рукою саме він, а не Березовський
Вилучення Березовського негативно позначилося на грі: Валерій Алексанян незадовго до перерви зрізав м'яч у свої ворота, що дозволило відкрити рахунок у матчі на користь Ірландії, і в підсумку ірландці здобули перемогу 2:1. Вчинок арбітра викликав масове обурення не тільки вірменських та російських уболівальників, але деяких журналістів і експертів: на їхню думку, суддя умисно намагався витягнути Ірландію в стикові матчі в знак компенсації за скандал, що вибухнув два роки тому під час ігор з Францією, і не хотів дати можливість Вірменії вийти на чемпіонат Європи вперше у своїй історії. Через два дні Федерація футболу Вірменії подала протест в УЄФА і вимагала дискваліфікувати довічно арбітра.
Завершив суддівську кар'єру у березні 2012 року і став арбітром, який відпрацював найбільшу кількість матчів у іспанській Ла Лізі — 291. Він також став арбітром з найбільшою кількістю показаних жовтих карток (1647) і третім рефері за червоними, яку він показував у Ла Лізі 118 разів.